# Boris Jidovtseff
Boris Jidovtseff (14 november 1977) is een Belgische voormalige atleet, die gespecialiseerd was in de meerkamp en het hink-stap-springen. Hij werd tweemaal Belgisch kampioen.

## Loopbaan
Jidovtseff was oorspronkelijk actief als meerkamper. In 2001 werd hij Belgisch indoorkampioen zevenkamp. In 2003 volgde een tweede indoortitel, ditmaal bij het hink-stap-springen. Hij was aangesloten bij Seraing Athlétisme.

## Belgische kampioenschappen
Indoor
| Onderdeel          | Jaar |
| ------------------ | ---- |
| hink-stap-springen | 2003 |
| zevenkamp          | 2001 |

## Statistieken

### Persoonlijke records
Outdoor
| Onderdeel          | Prestatie | Wind (m/s) | Datum       | Plaats                 |
| ------------------ | --------- | ---------- | ----------- | ---------------------- |
| hink-stap-springen | 15,03 m   |            | 11 mei 2003 | Sint-Lambrechts-Woluwe |

Indoor
| Onderdeel          | Prestatie | Datum            | Plaats |
| ------------------ | --------- | ---------------- | ------ |
| hink-stap-springen | 15,01 m   | 16 februari 2003 | Gent   |

## Palmares

### hink-stap-springen
- 2001:  BK AC indoor - 14,66 m
- 2002:  BK AC indoor - 14,73 m
- 2003:  BK AC indoor - 15,01 m

### zevenkamp
- 2001:  BK indoor - 5240 p

### tienkamp
- 2000:  BK AC in Herentals - 6518 p